# Delma molleri
Delma molleri — вид геконоподібних ящірок родини лусконогових (Pygopodidae). Ендемік Австралії. 

## Поширення й екологія
Delma molleri мешкають у Південній Австралії, від рівнин і пагорбів Аделаїди до півострова Йорк. Вони живуть на сухих луках, у чагарникових заростях та на сільськогосподарських угіддях.